# HOCUS POCUS 2
『HOCUS POCUS 2』（ホーカス ポーカス ツー）は、2017年12月24日にavex traxから発売のNissyの2作目のスタジオ・アルバム。

## 概要
前作「HOCUS POCUS」から1年半ぶりにリリースされた。
前作以降にリリースされたシングル『まだ君は知らない MY PRETTIEST GIRL』『花cherie』『OK?』に収録された全9曲に加え、新録曲4曲、ボーナストラック1曲を含む全14曲を収録。
前作と同様に、AAA Party、AAA mobile、mu-moショップ、え～ショップのみで発売。

## 収録曲

### CD（全形態共通）
1. The Eternal Live
  - 本作のリード曲として、12月13日にミュージック・ビデオのショートバージョンが公開され、12月14日に先行配信された。
2. 愛tears
  - 9thシングル『OK?』表題曲。
  - メガネのプリンス「Clione」CMソング
3. まだ君は知らない MY PRETTIEST GIRL
  - 7thシングル表題曲。
  - TOKYO GIRLS MUSIC FES. 2017テーマソング
  - メガネのプリンス「Clione」CMソング
4. Don't let me go
  - 本作のリード曲として、12月6日に先行配信され、同日にミュージック・ビデオのショートバージョンが公開された。
5. 花cherie
  - 8thシングル表題曲。
6. LOVE GUN
  - 本作リリース後の2018年2月4日にミュージック・ビデオが公開された。
  - M・A・C CMソング
7. Aquarium
  - 8thシングル『まだ君は知らない MY PRETTIEST GIRL』収録曲。
8. ハプニング
  - 8thシングル『まだ君は知らない MY PRETTIEST GIRL』収録曲。
9. 17th Kiss
  - 9thシングル『OK?』表題曲。
  - グリコ「セブンティーンアイス」CMソング
10. Double Trouble
  - 8thシングル『まだ君は知らない MY PRETTIEST GIRL』収録曲。
  - メガネのプリンス「PRINCE Classic」CMソング
11. Girl I Need
  - 本作収録曲で唯一ミュージック・ビデオが制作されていない。
  - L'OCCITANE『シトラスヴァーベナ』CMソング
12. 恋す肌
  - 9thシングル『OK?』表題曲。
  - 美容脱毛サロン『colorée』CMソング
13. The Days
  - 本作のリード曲として、12月20日に先行配信され、同日にミュージック・ビデオのショートバージョンが公開された。
14. - Bonus Track - まだ君は知らない MY PRETTIEST GIRL 〜Christmas ver.〜

### Disc 2（全形態共通）

#### MUSIC VIDEO
1. The Eternal Live
2. The Days
3. Don't let me go
4. ハプニング
5. まだ君は知らない MY PRETTIEST GIRL
6. 花cherie
7. 17th Kiss
8. 恋す肌
9. 愛tears

### Disc 3（Nissy盤）
1. The Eternal Live／The Days／Don't let me go ＜Music Video Making in New York & USJ＞
2. OK? ～君に贈る24時間～ ＜Music Short Film＞
3. 花cherie ＜TOKYO GIRLS MUSIC FES.2017＠代々木第一体育館＞
4. Double Trouble ＆ Aquarium ＜Promotion Video＞

### Disc 3（通常盤）
1. The Eternal Live／The Days／Don't let me go ＜Music Video Making in New York & USJ＞
2. OK? ～君に贈る24時間～ ＜Music Short Film＞

### Disc 4（Nissy盤）
1. Road to Nissy 2016-2017

### PHOTOBOOK（Nissy盤）
1. NYP48（New York PHOTO BOOK 48ページ
  - 新曲MV撮影時の写真とスタジオ撮りおろし写真を収録。
2. 24P mini photo book
  - 新曲MV撮影中のオフショットフォトブック。

### PHOTOBOOK（通常盤DVD付）
1. 24P mini photo book
  - 新曲MV撮影中のオフショットフォトブック。

### GOODS（Nissy盤）
1. Nissy セルフィ―ライト
  - Nissy特別仕様の自撮りライト